# 北原泰作

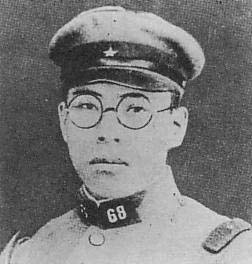
二等卒時代の北原泰作

北原 泰作（きたはら たいさく、1906年（明治39年）1月1日 - 1981年（昭和56年）1月3日）は、日本の部落解放運動家。戦前から部落解放運動を行っており、戦後の部落解放同盟結成時幹部であったが、戦後は全国水平社出身のメンバーらと共に部落解放同盟と対立した。

## 経歴
岐阜県稲葉郡黒野村大字黒野（現・岐阜市）の被差別部落の小作農の貧困家庭に生まれる。父は作蔵。母は琴。高等小学校卒業。
1925年、全水解放連盟に参加。1927年1月、大日本帝国陸軍二等卒として岐阜歩兵第68連隊に入営。同年11月19日、閲兵式にて軍隊内部の部落差別の存在と待遇の改善を昭和天皇に直訴し、逮捕される（天皇直訴事件）。
請願令違反で11か月間、大阪衛戍刑務所で服役した後に陸軍教化隊へ編入。1929年10月に除隊した際には、義兄のほか岐阜水平社の関係者が出迎えた。1930年に上京し、日本大学専門部に入学。このころ共産主義に接近。同年秋より全国水平社本部常任となる。
1931年12月、「全国水平社解消意見」を執筆。1933年4月、日本共産党に入党。地下潜伏生活を経て1934年1月に検挙、獄中で転向を表明し1935年6月に執行猶予判決を得て出獄。
1936年2月、衆議院議員総選挙に福岡1区から当選した松本治一郎全国水平社中央委員会議長の秘書となるも、1938年に松本と決裂。
1940年、朝田善之助らと共に時局便乗の部落厚生皇民運動を組織。以後、1944年7月まで官製団体の大日本連合青年団や大日本青少年団に奉職。
戦後・部落解放同盟時代
戦後は部落解放全国委員会の結成に参加。1949年（昭和24年）、部落解放全国委員会書記長に就任。1955年に部落解放全国委員会が部落解放同盟へと改組された。解放同盟の組織内候補として、翌1956年の参院選に無所属で全国区に出馬するが落選に終わる。
1960年8月、「同和対策審議会設置法」が施行され、部落解放同盟を代表して総理府同和対策審議会に委員として参加。2年の任期を務め、「答申」作成に携わる。以後、1965年まで朝田と協力して部落解放同盟内共産党員の左翼偏向是正にあたる。共産党員との全面対決となった同年の第20回大会では、運動方針案を朝田と共同して起草した。大会の役員改選で、中央執行委員に選出された。
部落解放同盟との対立・国民融合論
1967年頃から「部落差別は解消しつつある」と唱えるようになる。同年に開催された第1回部落解放研究全国集会で北原は、基調報告として、高度経済成長に伴う日本社会の近代化を部落差別解消を促進するものとして肯定的に評価、北原によって運動の主流から逐われた共産党系同盟員から「日本近代史をゆがめるもの」と反発を受けただけでなく、部落解放同盟中央と疎隔を来たすに至る。日本共産党農民漁民部編『今日の部落問題』（1969年）では、北原の理論的主張を朝田の主張とともに「部落解放同盟内の社会民主主義者のもう一つの理論」として取り上げ「改良主義的、融和主義的傾向が強い」と批判された。
その後、1973年に部落解放同盟全国大会にて中央本部を批判したのを最後に部落解放同盟から離れ、対立組織である部落解放同盟正常化全国連絡会議を支援していた日本共産党に接近。同党の理論担当幹部である榊利夫とともに国民的融合論を提唱する。
全国水平社出身者との連帯
1975年3月、阪本清一郎や上田音市、木村京太郎、岡映といった全国水平社出身の部落解放運動家たちと共に部落解放運動の現状を憂い正しい発展をねがう全国部落有志懇談会を開催。
同年9月、国民融合をめざす部落問題全国会議を結成。1976年3月、部落解放同盟正常化全国連絡会議は全国部落解放運動連合会（全解連）に改組。亡くなるまで部落解放同盟への批判者でありつづけた。

## 家族・親族
北原家
- 父・作蔵（1864年 - ?） - 父は「馬喰になりたい」と考えていたが、資金を持っていなかったのでなれなかった[2]。家畜商の営業をあきらめ、牛肉や馬肉の行商をはじめた[2]。
- 母・琴（こと、1871年 - ?、北原と同じ部落の北岡氏の系統をひく定助・おきし夫婦の長女）[2]
- 妻・三津（みつ、松本組の土木建築事業の支配人の山田本蔵の妹、山田本蔵の妻は松本治一郎の姪） - 1935年10月、泰作と結婚[2]。
- 叔父・貞造 - 本家を継いだ貞造は小作ではあったが1町3反耕作しているうえに馬喰で儲けていたため裕福だった[2]。

## エピソード
- 1964年、赤坂離宮にて催された園遊会に公職（同和対策審議会委員）を務めた者として招待され、昭和天皇に拝謁（再会）している。その折には自ら昭和天皇の写真を撮影し、皇太子明仁親王（当時）の質問に「あなたのお父様に直訴したことがあります」と答えたという[7]。

## 著書
- 『賎民の後裔－わが屈辱と抵抗の半生－』（筑摩書房、1974年）
- 『部落解放の路線』（部落問題研究所、1975年）
- 『対談部落解放への道－国民的融合の理論－』（新日本出版社、1975年）
- 『部落の歴史－物語・部落解放運動史－』（理論社、1975年）
- 『北原泰作部落問題著作集』 全3巻（部落問題研究所、1981年-1983年）